# Teogene (martire)
Teogene (fl. IV secolo) fu un soldato romano, morto martire durante la persecuzione di Licinio agli inizi del IV secolo, venerato come santo dalla Chiesa cattolica e dalle Chiese ortodosse.

## Agiografia
Di Teogene esiste la Passio, sia nella versione greca che in quella latina. Teogene era un giovane che fu chiamato come recluta in una legione di stanza nell'Ellesponto; rifiutò tuttavia di farne parte a motivo della sua fede cristiana. Sottoposto ad un processo, fu condannato a morte per annegamento dal tribuno Zelicenzio e dal praepositus Possidonio all'epoca dell'imperatore Licinio (308-324).

## Culto
La sua memoria è ricordata nel martirologio geronimiano (V secolo) al 3 gennaio; e poi anche nel sinassario di Costantinopoli, dove tuttavia è indicato come vescovo di Pario, informazione che non trova tuttavia riscontri storici. In entrambi questi testi, Teogene è ricordato assieme a Cirino (o Ciriaco) e Primo, i cui nomi tuttavia sono frutto probabilmente di un'errata lettura nella trasmissione testuale. I nomi dei tre santi furono inseriti da Cesare Baronio nel Martirologio Romano.
Nell'edizione riveduta e corretta del martirologio romano fatta dopo il Concilio Vaticano II, la memoria è stata rivista secondo la moderna critica agiografica nel modo seguente:
(Martirologio Romano. Riformato a norma dei decreti del Concilio ecumenico Vaticano II e promulgato da papa Giovanni Paolo II, Città del Vaticano, 2004, p. 108)